# Edwin Denby
Pour les articles homonymes, voir Denby.
Edwin Denby, né le 18 février 1870 à Evansville (Indiana) et mort le 8 février 1929 à Détroit (Michigan), est un homme politique américain. Membre du Parti républicain, il est représentant du Michigan entre 1905 et 1911 puis secrétaire à la Marine entre 1921 et 1924 dans l'administration du président Warren G. Harding puis dans celle de son successeur Calvin Coolidge.

## Source
- (en) Cet article est partiellement ou en totalité issu de l’article de Wikipédia en anglais intitulé « Edwin Denby (politician) » (voir la liste des auteurs).